# Trigarium
Trigarium bezeichnete in der römischen Antike allgemein einen Trainingsort für Pferde und Wagenrennen. Im Speziellen war es ein antikes Toponym für einen Ort in Rom und dort möglicherweise der Name eines temporär genutzten Circus für Wagenrennen, deren ephemere Architektur für notwendige Tribünenbauten, Be- und Umgrenzungen sowie Bauten des Startbereichs und Wendemarken nur bei Bedarf aus Holz errichtet wurden.

## Überlieferung
Ältestes Zeugnis für das Wort trigarium ist ein bei der Kirche San Biagio della Pagnotta gefundener Cippus aus der Zeit des Claudius, der zur Markierung des Tiberufers diente und zu einer ganzen Reihe solcher Steine gehörte, die a Trigario ad pontem Agrippae („vom Trigarium bis zur Brücke des Agrippa“, die nahe dem Ponte Sisto lag) aufgestellt wurden. Ein weiteres inschriftliches Zeugnis ist eine Grabinschrift, die einem Gaius Iulius Thallo gesetzt wurde und dessen Münzwerkstätten auf der anderen Tiberseite und im Trigarium erwähnt. Schließlich wird das Trigarium auch im Regionenkatalog des 4. Jahrhunderts als zur Regio IX Circus Flaminius gehörig aufgezählt. Zosimos nennt das trigarium bei seinen um 500 n. Chr. verfassten Ausführungen zu den Ursprüngen der ludi Tarentini, der archaischen Vorläufer der ludi Saeculares, um den als Tarentum bezeichneten Austragungsort näher zu bezeichnen.
Bei Plinius bezeichnet das Wort trigarium einen Trainingsplatz für Pferde, der zugehörige Trainer ist ein trigarius. Laut Plinius bereitete sich Nero auf besondere Weise diätetisch vor, wollte er im Trigarium trainieren. Im Sinne des Plinius wird trigarium von Philoxenus im Corpus glossariorum Latinorum, einem lateinisch-griechischen Wörterbuch, übersetzt. In dieser allgemeinen Bedeutung verbreitete sich das Wort auch im übrigen römischen Reich, wie eine Inschrift für einen Wagenlenker aus dem nordafrikanischen Theveste zeigt, der an den Folgen eines Sturzes starb und in einem Trigarium beigesetzt wurde.

## Deutung
Aus den Zeugnissen möchte man im Allgemeinen den antiken Namen einer Rennstrecke für Wagenrennen in Rom rekonstruieren und verbindet es mit Rennen von Dreigespannen, sogenannten trigae, die laut Dionysios von Halikarnassos bereits in ältester Zeit in Rom durchgeführt wurden und selbst zu seiner Zeit in der zweiten Hälfte des 1. Jahrhunderts v. Chr. noch stattfanden. Entsprechend wird das Trigarium als eine nur zu bestimmten Anlässen genutzte, freie Strecke (circus temporalis) gedeutet, auf der zu den ludi Saeculares die Wagenrennen stattgefunden hätten. Auch die Equirria und das rituelle Opferfest für Mars, das equus October, möchte Filippo Coarelli mit dem Trigarium in Verbindung bringen. Lawrence Richardson Jr. hingegen leitet die Bezeichnung des Wettkampfortes von drei verschiedenen Arten der Rennen her, die dort veranstaltet wurden.

## Lokalisierung
Aufgrund des bei San Biagio della Pagnotta gefundenen Cippus lokalisiert Filippo Coarelli das Trigarium am Westende des Marsfeldes entlang des Tibers. Demgegenüber nahm Ferdinando Castagnoli bei Kenntnis der Inschrift eine Lage nördlich der Piazza Navona an. Lorenzo Quilici vertrat die Ansicht, im entsprechenden Bereich des Marsfeldes hätte es keinen Platz für eine derartige, auch nur temporäre Anlage gegeben, und lehnte Coarellis Verortung ab. Auch Robert E. A. Palmer widerspricht Coarelli nachdrücklich und verweist zusätzlich auf den Regionenkatalog, der Marsfeld und Trigarium zwar nacheinander, aber als getrennte Lokalitäten aufführt. Palmer schließt mit der Bemerkung, dass entgegen der Definition kein Pferd mit Gewissheit bekannt sei, das einen Huf auf das römische Trigarium gesetzt habe.
Gleichwohl gibt es im entsprechenden Bereich auch Inschriften, die deutlichen Bezug zu Wagenrennen haben: Victoria Venetianorum semper constet feliciter – „die Blauen sollen immer siegen“ – bittet eine dort gefundene Altarinschrift für einen der nach Farben benannten Rennställe. Zudem waren die stabula factionum, die Ställe für die Rennpferde, dort untergebracht und Strabon beschreibt das Gebiet als geeignet für Wagenrennen und sonstige Aktivitäten der Reitkunst, weil es keine natürlichen Hindernisse aufweise. Für weitere Bereiche erwähnt er keine diesbezügliche Eignung bei seiner Beschreibung der Gegend.